# CONNECT

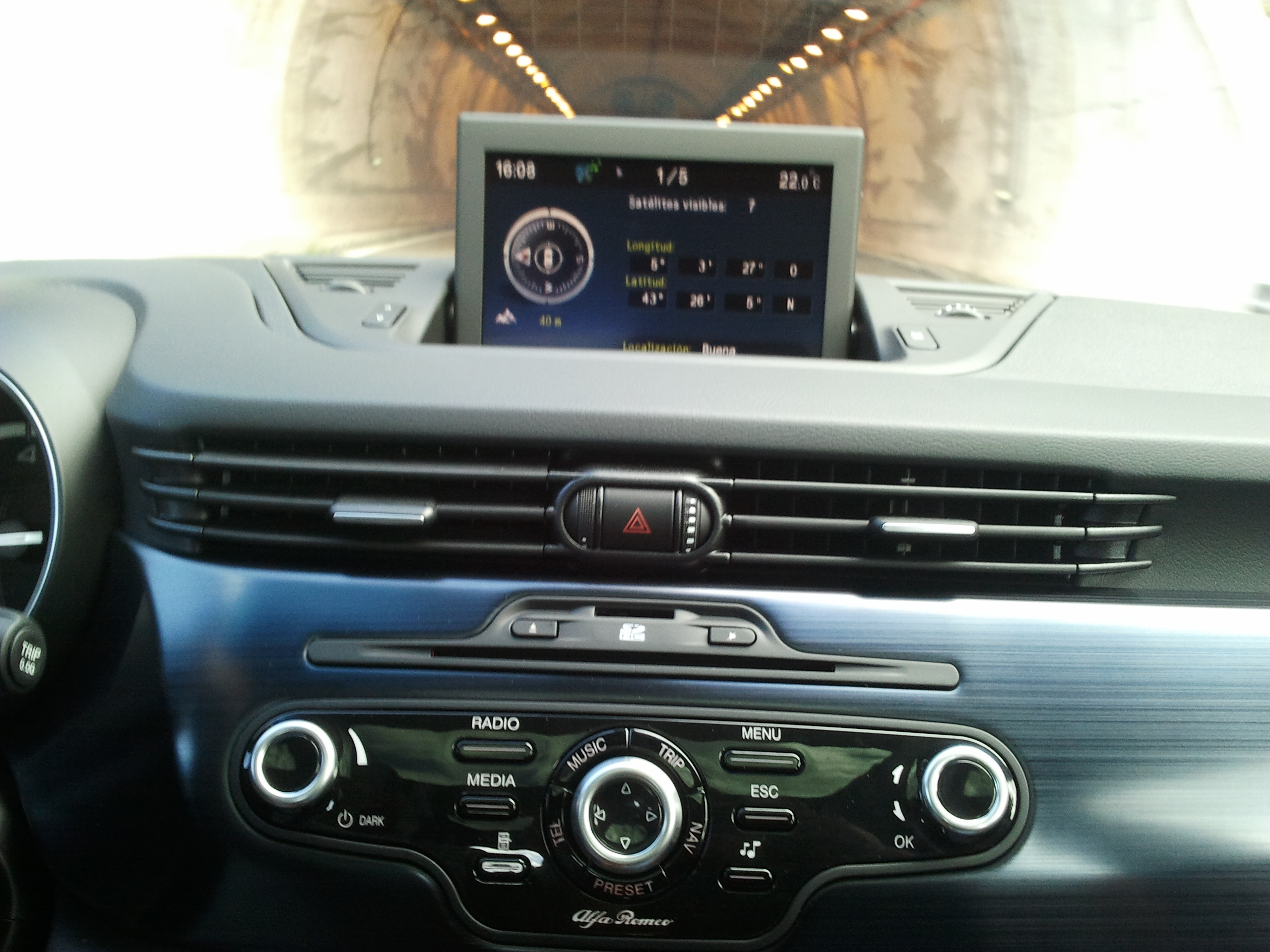
CONNECT en un Alfa Romeo Giulietta

CONNECT es un sistema de entretenimiento, navegación y comunicaciones para vehículos desarrollado por Magneti Marelli, empresa propiedad de Fiat Group. El sistema es comercializado desde el año 2000 en diferentes automóviles de Fiat Group Automobiles. Ha ido evolucionando desde sus primeras versiones con nuevas versiones y tecnologías. Actualmente el sistema se sigue ofrececiendo como opción en los modelos más altos de gama, pero como complemento al más reciente sistema Blue&Me basado en Windows Mobile que ha pasado a gestionar todas las funciones relacionadas con la telefonía móvil.

## Características
Ya desde sus primeras versiones CONNECT, tenía una potencia de cálculo, equivalente a la de un ordenador con un procesador 486 de 66 MHz, con 32 megabytes de RAM. Asimismo, CONNECT contaba en sus primeras versiones con teléfono móvil GSM dual band con mandos vocales y, opcionalmente, un sistema de navegación GPS por pictogramas o mapas. Estos elementos se integran con otros sistemas electrónicos del automóvil, como el ordenador de a bordo y la instalación de audio. Posteriormente se incorporaron un lector de archivos MP3 y un navegador WAP, así como la posibilidad de actualizar el sistema vía software a través de un CD-ROM.

## Principales Funciones
En función de la versión del CONNECT, del modelo de automóvil y del equipamiento, las diferentes opciones que pueden estar presentes son:
- Navegador.

- Teléfono.

- Asistencia en carretera.

- Notas de voz.

- Mandos en el volante.

- Reconocimiento de voz.

- Lectura de mensajes.

- Navegador Wap.

- Reproductor de música (CD, cargador de CD, USB y tarjeta de memoria).

- Altímetro.

- Brújula digital.

- ECall.

- Televisor (exclusivamente en Lancia Thesis)

## Versiones
- CONNECT, que incluye: radio RDS con lector de CD, ordenador de a bordo, teléfono GSM con "manos libres", módulo GPS y botón SOS para conectar con el Contact Centre Arese y recibir asistencia e información.

- CONNECT Nav, que adicionalmente incluye la navegación por pictogramas.

- CONNECT Nav+, sistema que además de las funciones anteriores, incorpora el navegador por mapas, una pantalla en color de 5 pulgadas de matriz activa, la función atlas, mandos vocales para el teléfono y "voice memo".

## CONNECT y otros sistemas
El sistema CONNECT permanece permanentemente conectado a la propia red de datos del automóvil. Así, entre otras funciones, puede por ejemplo mostrar la temperatura exterior, la hora y fecha configuradas en el automóvil, modificar la iluminación de la pantalla en función a la activación o desactivación del alumbrado, adaptar el volumen del sonido a la velocidad del automóvil, detectar la activación de los airbags para realizar una llamada de SOS o, por seguridad, verificar que el código de la centralita electrónica del automóvil se corresponde con el apto para el funcionamiento del CONNECT. Esto le permite interactuar con otros sistemas como pueden ser los sistemas de personalización Alfa DNA y My Car, el de infoentretenimiento Blue&Me o el ordenador de viaje.

### Alfa DNA
En ciertos modelos de automóviles Alfa Romeo dotados con el sistema de personalización Alfa DNA, las versiones más recientes del sistema CONNECT puede interactuar con este. Así, al activar los modos Dynamic, Normal y All Wheather del Alfa DNA se muestra en pantalla un resumen de los ajustes de cada modo de personalización. Adicionalmente en modo Dynamic se pueden visualizar gráficos específicos sobre las fuerzas G a las que se encuentra sometido el automóvil captadas por los diferentes acelerómetros, así como gráficos de potencia y presión del turbocompresor.

### Blue&Me
Desde 2004 con la aparición del sistema de infoentretenimiento Blue&Me, el teléfono móvil interno del CONNECT desaparece  paulatinamente. Las funciones de telefonía pasan a ser asumidas desde entonces por el más moderno sistema bluetooth del  Blue&Me, así como las funciones del reconocimiento por voz. Debido a las limitaciones de una conexión con un teléfono móvil mediante bluetooth frente al anterior teléfono integrado, deja de ser posible utilizar el sistema CONNECT como navegador WAP o como sistema de ECall. A pesar de esto, con ambos sistemas integrados se gana la posibilidad de reproducir desde el CONNECT la música alojada en el puerto USB del sistema Blue&Me, controlar todos los sistemas de infoentretenimiento con los mandos del CONNECT, los del volante o mediante voz, y utilizar un solo número telefónico -el del teléfono móvil- en lugar de dos como sucedía anteriormente.

### Ordenador de viaje
CONNECT puede mostrar en su pantalla los datos recopilados por el ordenador de viaje en dos ventanas diferenciadas. En la ventana sobre información instantánea se muestra la autonomía, consumo instantáneo y distancia para la llegada. En la ventana sobre información del viaje se muestran la distancia recorrida, el tiempo de viaje y el consumo y velocidad media.

### My Car
En los automóviles dotados con sistema de personalización My Car, ciertas funciones de este pueden ser directamente manejadas desde el sistema CONNECT. Para esto, en el propio menú de configuración del radionavegador, existe una página específica desde la cual se pueden modificar los diferentes parámetros de configuración del automóvil. 

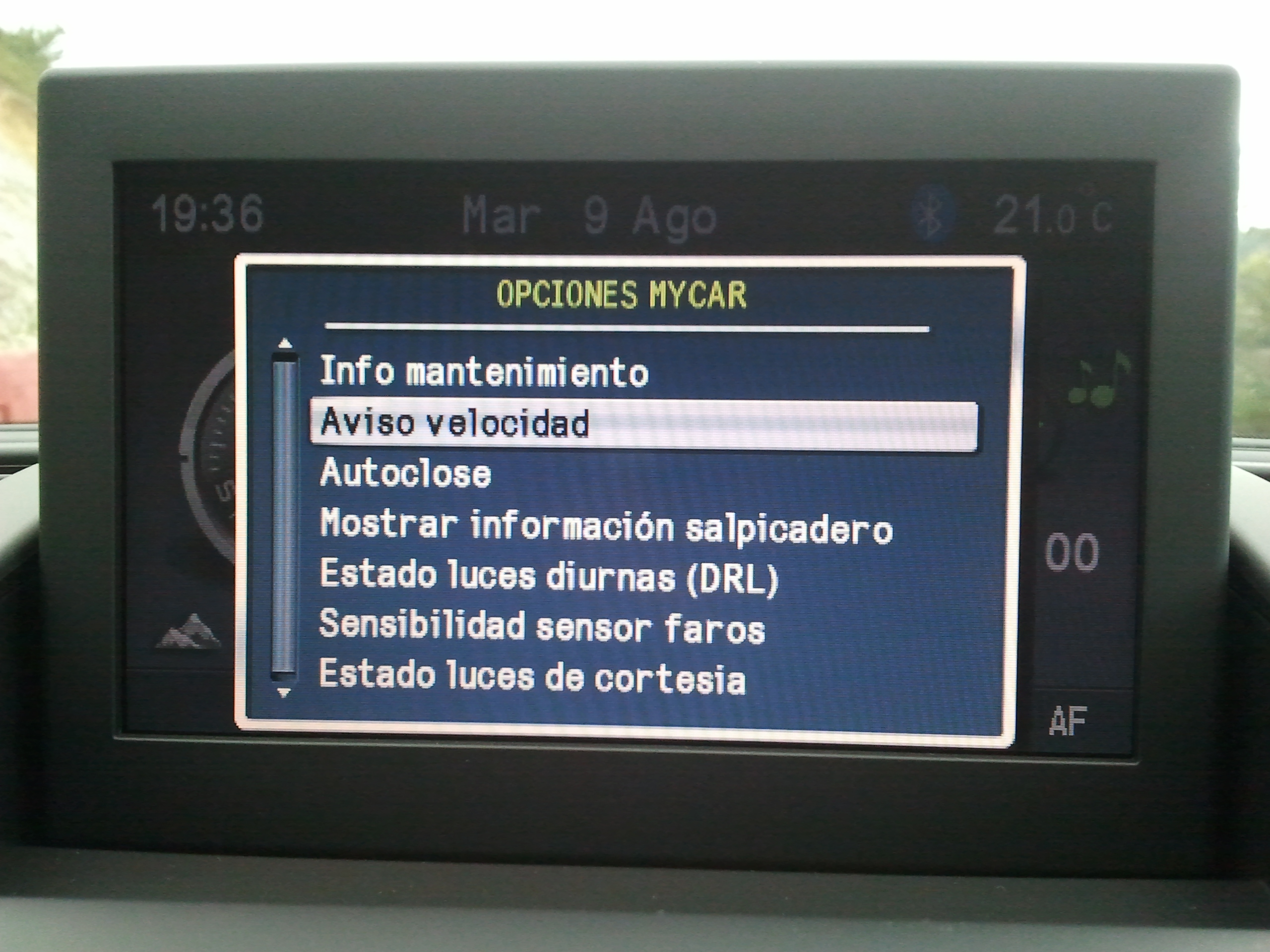
Opciones de My Car en la pantalla del sistema CONNECT.

## Automóviles
En la siguiente lista se recogen los automóviles dotados con el sistema CONNECT:

### Fiat
- Fiat Stilo

- Fiat Panda (2003)

- Fiat Croma

- Fiat Bravo (2007)

### Alfa Romeo
- Alfa Romeo MiTo

- Alfa Romeo 147

- Alfa Romeo GT

- Alfa Romeo 156

- Alfa Romeo 159

- Alfa Romeo Brera

- Alfa Romeo Spider

- Alfa Romeo Giulietta

### Lancia
- Lancia Ypsilon (3 puertas)

- Lancia Ypsilon  (5 puertas)

- Lancia Musa

- Lancia Delta (2008)

- Lancia Thesis

### Fiat Professional
- Fiat Doblò